# بيروكسيد الزنك
بيروكسيد الزنك هو مركب كيميائي له الصيغة ZnO2، ويكون على شكل مسحوق بلوري لونه يتفاوت بين الأبيض إلى الأصفر.

## الخواص
- يمتلك فوق أكسيد الزنك بنية بلورية مكعبة مثل البيريت FeS2، وتكون الفجوة الطاقية لديه بمقدار 3.8 إلكترون فولت [3]
- يعد فوق أكسيد الزنك من أشباه الموصلات غير المباشرة، وتبلغ قيمة معامل المرونة الحجمية Bulk modulus لمركب فوق أكسيد الزنك 174 GPa (غيغاباسكال).[4]

## التحضير
يحضر مركب فوق اكسيد الزنك من تفاعل أكسيد أو خلات الزنك مع فوق أكسيد الهيدروجين (الماء الأكسجيني):
ZnO + H2O2 → ZnO2 + H2O

## الاستخدامات
- يستعمل فوق أكسيد الزنك في عمليات التبييض نظرا لوجود الرابطة O-O في بنيته. كما يدخل في تركيب بعض المطهرات.
- يستعمل لتحفيز التشابك في صناعة مطاط النتريل وفي الوحدات المرنة الأخرى.[5]
- يستعمل كمؤكسد في بعض خلائط المتفجرات والألعاب النارية.[6]